# 崔慰祖
崔 慰祖（さい いそ、465年 - 499年）は、南朝斉の学者・官僚。字は悦宗。本貫は清河郡東武城県。

## 経歴
梁州刺史の崔慶緒の子として生まれた。奉朝請を初任とした。父が死去してその喪に服したが、塩を食うのを止めたことから、母に強く諫められて、やむなく従った。父が梁州で稼いだ財産があったが、一族に分配した。また父に叱責されたときに貰った「日字」という漆器を焼き捨てた。学問を好んで、万巻の書を蒐集した。
始安王蕭遙光の下で撫軍墨曹行参軍となり、刑獄に転じ、記室を兼ねた。蕭遙光は囲碁を好み、たびたび慰祖を召し出して対戦した。建武年間、明帝が士を推挙するよう命じると、従兄の崔慧景が慰祖と劉孝標を碩学として推挙した。明帝は召し出して試問しようとしたが、慰祖は断って官につかなかった。
あるとき国子祭酒の沈約や吏部郎の謝朓が吏部省に友人たちを集めると、慰祖に地理について十数事の質問をした。慰祖は吃音で、弁舌の華やかさはなかったが、応答は精緻なものであったため、一同は感服した。謝朓は「たとえ班固や司馬遷が生き返っても、かれを超えることはあるまい」と評した。
またあるとき慰祖が自宅を45万で売った。買った者が「安すぎはしないかね」と訊ねると、慰祖は「心から韓伯休（韓康）に恥じるところだ。どうしてふたつの値段をつけられようか」と答えた。買った者がさらに「君が46万といえば、1万の儲けだろうに」というと、慰祖は「君が人を欺くのは結構だが、どうして私の心を同じと思うのかね」といった。
永元元年（499年）、蕭遙光が東府城に拠って反乱を起こすと、慰祖はその城内にあった。友人である丹陽丞の劉渢が「卿には老母がいるから、出るべきだ」といって門番に命じて脱出させた。慰祖は建康の宮殿に出頭して自首し、尚方の獄に繋がれ、病没した。享年は35。著書に『海岱志』があり、太公から西晋までの人物を40巻にまとめたが、完成しないままに終わった。『史記』や『漢書』の遺漏200事あまりを補ったものであったという。

## 伝記資料
- 『南斉書』巻52 列伝第33
- 『南史』巻72 列伝第62